# Ultraleggero

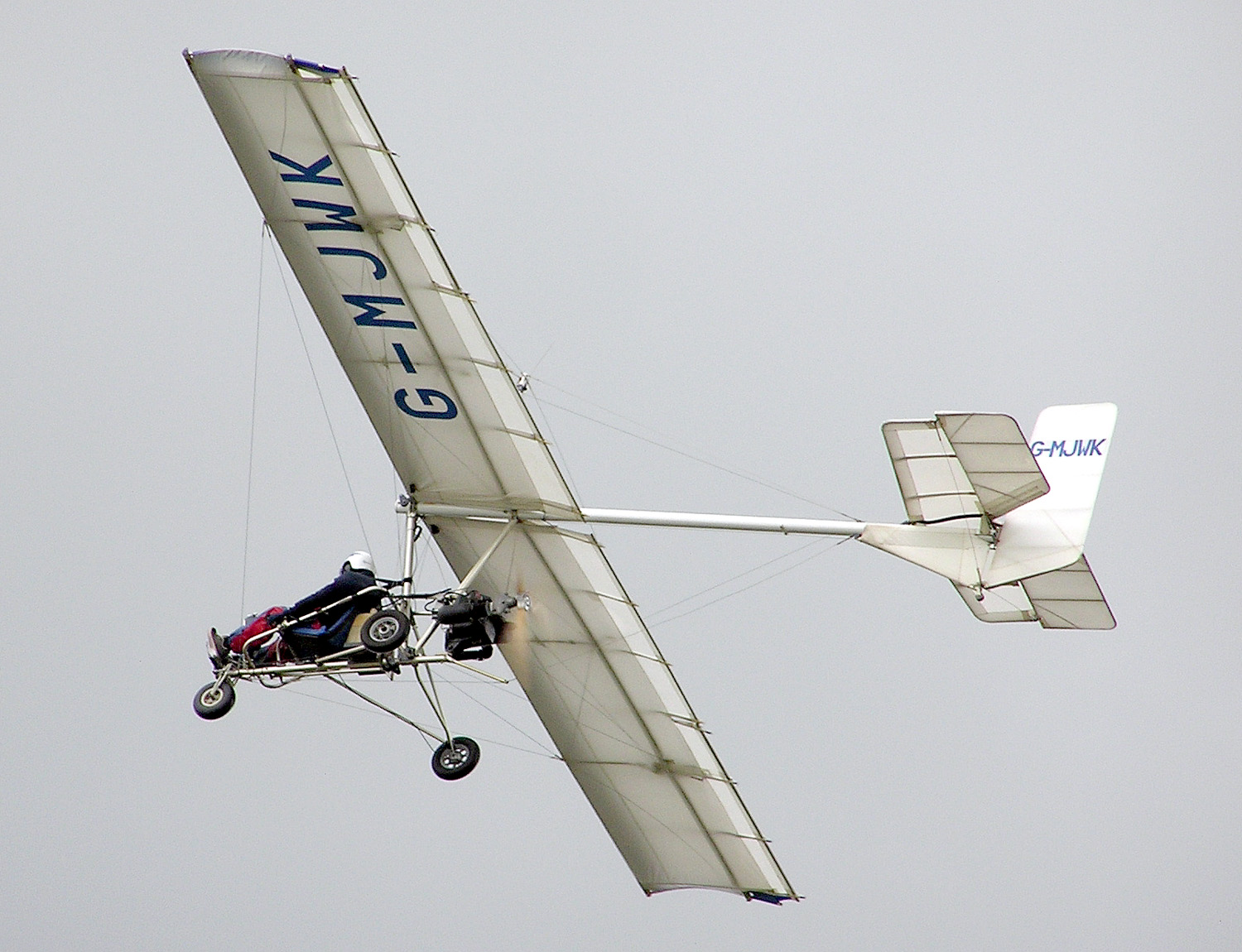
L'ultraleggero Huntair Pathfinder Mark 1

Un ultraleggero (spesso anche definito come ULM, ultra leggero a motore - o motorizzato - o dal francese Ultra-Léger Motorisé) è un aeromobile, destinato esclusivamente al volo da diporto e con limiti di peso regolamentati, inferiori a quelli degli aeromobili facenti parte dell'aviazione generale.
Gli ultraleggeri sono i velivoli classificati come appartenenti al VDS (Volo da Diporto o Sportivo). La legislazione Europea riguardante gli ultraleggeri è stata modificata dal Regolamento EU 2018/1139 del 4 luglio 2018, che permetterà ai singoli Stati di elevare il peso degli ultraleggeri fino a 600Kg

## Descrizione

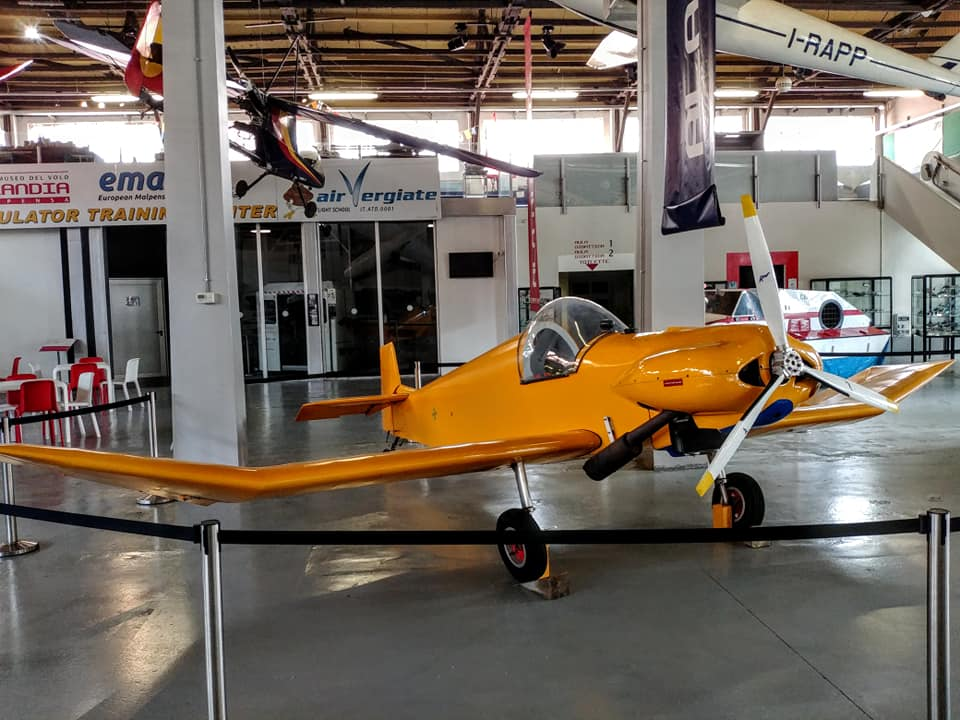
Jodel D9 Be'be' esposto al Parco e Museo di Volandia.

Dal punto di vista "tecnico" è un velivolo a tutti gli effetti e, anche dal punto di vista legale e normativo (legge italiana 106/85), è considerato un aeromobile (Decreto Legislativo 151/06); tuttavia non viene ad esso applicato il Libro Primo del codice della navigazione.
È da notare comunque che la sua regolamentazione può variare anche sensibilmente in base alla nazione.
Generalmente vengono inseriti nella classe degli ultraleggeri anche il deltaplano ed il parapendio, sebbene non motorizzati.
Gli ultraleggeri motorizzati vengono generalmente suddivisi in:
- motoalianti;
- pendolari (comandati su due assi con lo spostamento del peso);
- paramotore (parapendio con imbrago, dotato di motore);
- tre assi (dotati di comandi sui tre assi spaziali: rollio, beccheggio ed imbardata);
- autogiri;
- elicotteri.[3]

Sebbene gli ultraleggeri siano per la maggior parte di piccole dimensioni, semplici e lenti, alcuni possiedono carrello retrattile, motore turbocompresso, elica a passo variabile e possono raggiungere velocità intorno ai 350 km/h.

## Regole

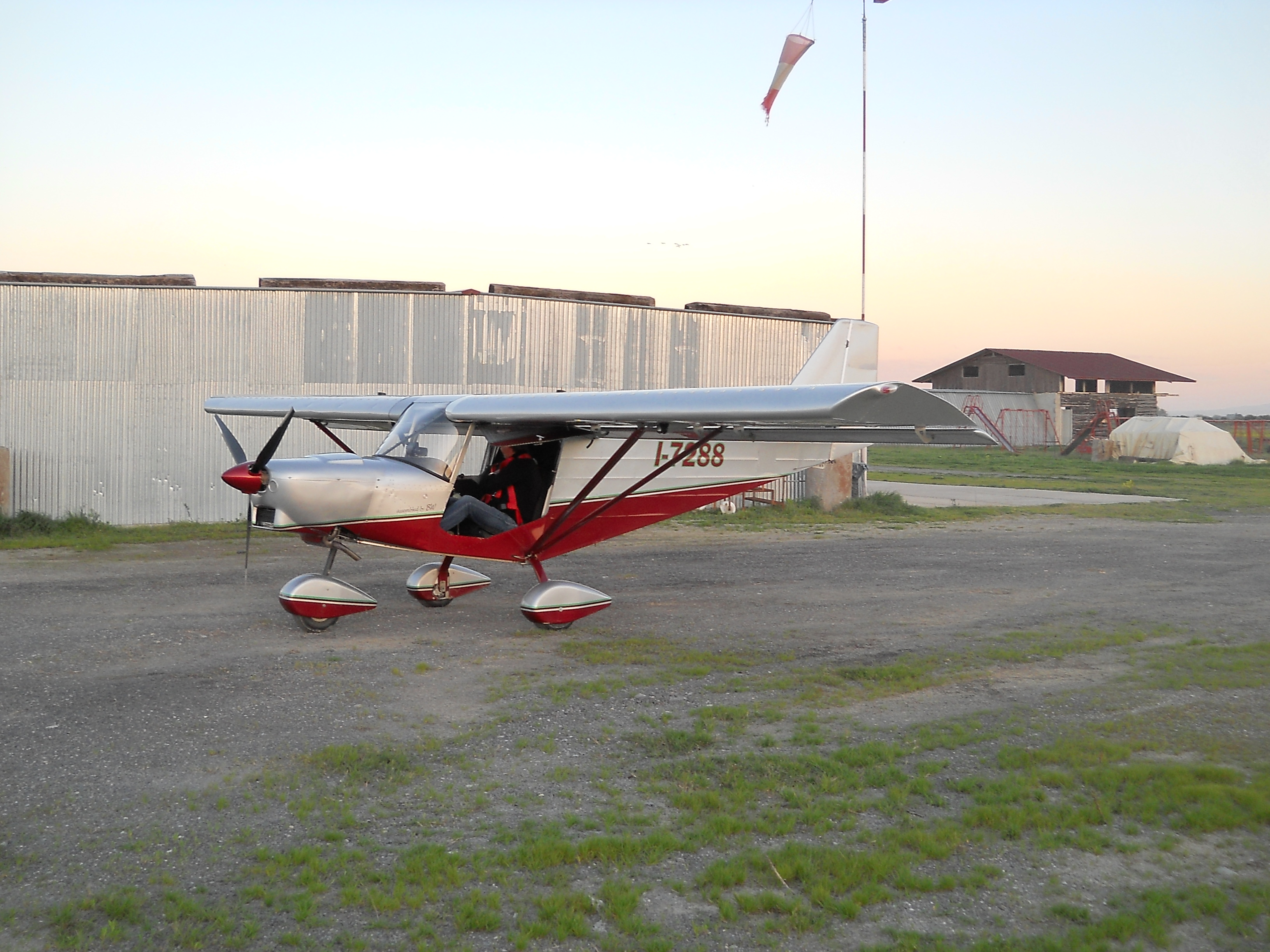
Un ultraleggero Savannah ripreso sul campo di volo prima del decollo.

Le regole per gli ultraleggeri sono poche e semplici:
- Obbligo del casco. Durante il volo su tutti gli ultraleggeri con cabina aperta è obbligatorio indossare il casco protettivo, di tipo rigido, adeguato all'attività.
- Caratteristiche dei velivoli. Pesi massimi al decollo (comprensivi di strumenti, cinture e paracadute): monoposto a motore: 300 kg (350 kg per anfibi ed idrovolanti), velocità di stallo non superiore a 65 km/h; biposto 600 kg, velocità di stallo non superiore a 65 km/h.
- Biposto. È consentito l'uso del biposto a: istruttori, piloti con brevetto di pilota privato valido, piloti con almeno 30 ore di volo come responsabile ai comandi e superamento di apposito esame. Aver effettuato questo esame consente il pilotaggio di velivoli trasportando fino ad un massimo di un passeggero, mantenendo le limitazioni previste per il vds
- Uso delle aree per decollo ed atterraggio. Si può decollare ed atterrare su qualsiasi area idonea con il consenso di chi può disporre dell'area. Per operazioni in prossimità o su aeroporti civili, occorre apposita autorizzazione.
- Limiti alle operazioni di volo. Si può volare su tutto il territorio dello Stato (il limite di volo a 4 km dal confine è stato eliminato dalla legge 24 aprile 1998, n. 128 “Disposizioni per l'adempimento di obblighi derivanti dall'appartenenza dell'Italia alle Comunità Europee” - legge comunitaria 1995/97 - art.22 comma 20 -, pubblicata sulla gazzetta ufficiale n. 88/L del 7 maggio 1998). Non si può volare sulle città.
- Identificazione degli apparecchi. Per poter volare i velivoli devono essere muniti di targa metallica con il numero di identificazione rilasciato dall'Aero Club d'Italia (AeCI). Lo stesso numero deve essere riportato sulla parte inferiore dell'ala con lettere, ciascuna, della misura minima di 30×15 cm, in colore contrastante. Tutti i documenti di identificazione devono essere tenuti a bordo. Modifiche alla struttura od ai colori, nonché passaggi di proprietà devono essere comunicati all'AeCI.
- Norme di circolazione. Si può volare dall'alba al tramonto; altezza massima dal terreno: 1000 piedi (304 metri circa) [per il VDS basico] determinata con riferimento all'ostacolo più alto nei 5 km;[5] distanza da aeroporti non ubicati entro ATZ: 5 km.
- Attestato di idoneità. Per poter volare è necessario possedere tale attestato, rilasciato a seguito di corso presso una scuola certificata, esame e visite mediche specifiche.
- Assicurazione. I velivoli devono essere coperti da assicurazione R.C.[6]

In Italia, questa categoria di velivoli viene compresa nella classificazione del VDS (Volo da Diporto o Sportivo) ed è regolamentata dalle seguenti norme: Legge 25 marzo 1985, n.106; (<D.P.R. 5 agosto 1988, n 404> ABROGATO da art.24 D.P.R. 9 luglio 2010 n.133);
Decreto 19 novembre 1991; D.P.R. 28 aprile 1993, n. 207. / D.P.R. 9 luglio 2010 n.133.
La normativa più recente è il DECRETO DEL PRESIDENTE DELLA REPUBBLICA 9 luglio 2010, n. 133, in vigore dal 17-11-2010, che ha modificato alcune regole per quanto riguarda l'ultraleggero standard (aumento del raggio entro il quale calcolare la quota massima, obbligo del paracadute balistico per le nuove immatricolazioni) ed ha introdotto una nuova categoria, denominata ultraleggero avanzato, introducendo altresì una nuova abilitazione per il pilota (pilota avanzato).

## Ultraleggero Avanzato
Sotto il profilo tecnico un ultraleggero avanzato è un ultraleggero:
- avente caratteristiche tecniche conformi a standard tecnici almeno equivalenti a quelli riportati negli allegati tecnici II, III, IV e V del DECRETO DEL PRESIDENTE DELLA REPUBBLICA 9 luglio 2010, n. 133;
- dotato di radio aeronautica, transponder in modalità A/C ed E.L.T. (Emergency Locator Transmitter);
- registrato presso l'AeCI come mezzo avanzato.

Gli ultraleggeri avanzati non sono soggetti ai limiti di quota imposti per gli ultraleggeri basici, potendo fruire di «tutti i servizi di navigazione aerea con le stesse modalità e gli stessi obblighi degli altri aeromobili».
Possono operare all'interno degli spazi aerei controllati e relative ATZ secondo le regole VFR comuni all'aviazione generale. Possono anche operare in alcuni aeroporti, la lista è consultabile nell'AIP.  È evidente quindi che un ultraleggero avanzato e relativo pilota, registrato come tale, può volare in tutti gli spazi aerei in cui è consentito il VFR (controllati B,C,D,E,F, non controllati G) con regole equivalenti a quelle dell'aviazione generale, relativamente al volo a vista (VFR).
Lo stesso DECRETO DEL PRESIDENTE DELLA REPUBBLICA 9 luglio 2010, n. 133 introduce inoltre una specifica abilitazione per il pilota, attestato avanzato, che consente al pilota ai comandi di un apparecchio qualificato avanzato di «operare su tutti gli aeroporti non aperti al traffico commerciale, su quelli aperti al traffico commerciale indicati dall'ENAC nonché in tutto lo spazio aereo italiano aperto al volo a vista.». Ciò consente ad un ultraleggero avanzato con un pilota avanzato ai comandi di operare con le stesse regole dell'aviazione generale, senza limitazioni di quota ed all'interno di spazi controllati, con completo accesso ai servizi ed alle infrastrutture aeronautiche nel rispetto delle regole del volo a vista (salvo limitazioni nell'uso di aeroporti con traffico commerciale, alcuni dei quali sono preclusi agli ultraleggeri avanzati).
La qualifica di pilota avanzato prevede la frequenza ed il superamento di un apposito corso teorico/pratico, richiede il possesso del certificato di fonia aeronautica ottenuta presso il competente ministero e può essere richiesta solo trascorso un anno dall'abilitazione al trasporto del passeggero.

## Ultraleggeri e Codice della Navigazione
Con il DECRETO LEGISLATIVO 15 marzo 2006, n.151 dove vi sono delle disposizioni correttive ed integrative al decreto legislativo 9 maggio 2005, n. 96, recante la revisione della parte aeronautica del Codice della Navigazione(GU n. 88 del 14-4-2006).
Delle distinzioni degli aeromobili
1. L'articolo 743 del codice della navigazione è sostituito dal seguente:
«Art. 743 (Nozione di aeromobile). - Per aeromobile si intende ogni macchina destinata al trasporto per aria di persone o cose.
Sono altresì considerati aeromobili i mezzi aerei a pilotaggio remoto, definiti come tali dalle leggi speciali, dai regolamenti dell'Ente Nazionale per l'Aviazione Civile (ENAC) e, per quelli militari, dai decreti del Ministero della difesa.
Le distinzioni degli aeromobili, secondo le loro caratteristiche tecniche e secondo il loro impiego, sono stabilite dall'ENAC con propri regolamenti e, comunque, dalla normativa speciale in materia.
Agli apparecchi costruiti per il volo da diporto o sportivo, compresi nei limiti indicati nell'allegato annesso alla legge 25 marzo 1985, n. 106, non si applicano le disposizioni del libro primo della parte seconda del presente codice.».
2. L'articolo 1 della legge 25 marzo 1985, n. 106, è sostituito dal seguente:
«Art. 1. - 1. Agli apparecchi costruiti per il volo da diporto o sportivo, compresi nei limiti indicati nell'allegato annesso alla presente legge, non si applicano le disposizioni del libro primo della parte seconda del presente codice.
- 2. Il Ministro delle infrastrutture e dei trasporti, con proprio decreto, determina le modifiche e le integrazioni da apportare all'Allegato annesso alla presente legge, che si rendano necessarie in relazione all'evoluzione della tecnica e alla sicurezza della navigazione e del volo da diporto o sportivo.»